# Константинов, Осип Ильич
Осип Ильич Константинов (1813—1856) — русский писатель. 
Учился в Первом кадетском корпусе, служил в артиллерии, затем при главнокомандующем Кавказским краем. При организации газеты «Кавказ» Константинов стал её первым редактором — с 1846 по 1849 годы. В 1854—1855 гг. находился при князе М. Д. Горчакове и написал историю Севастопольской обороны, из которой был напечатан только отрывок: «Штурм Малахова Кургана 27-го и 28-го августа 1855 г.».
Кроме того, он составил: «Дорожник по пути следования Е. И. В. Государя Наследника по Закавказскому краю в 1850 г.» (Тифлис, 1850) и «Путеводитель по Черноморию, Кавказскому и Закавказскому краю» («Кавказский календарь», 1851). В рукописи осталась обширная «История русского владычества на Кавказе».
Умер в 1856 году в чине статского советника.